# Pterobunocephalus dolichurus
Pterobunocephalus dolichurus är en fiskart som först beskrevs av Delsman, 1941.  Pterobunocephalus dolichurus ingår i släktet Pterobunocephalus och familjen Aspredinidae. Inga underarter finns listade i Catalogue of Life.